# Novousmanskij rajon
Il Novousmanskij rajon (in russo Новоусманский район?) è un rajon dell'Oblast' di Voronež, in Russia; il capoluogo è Novaja Usman'. Istituito nel 1928, ricopre una superficie di 1.320 km².